# Victor Jones

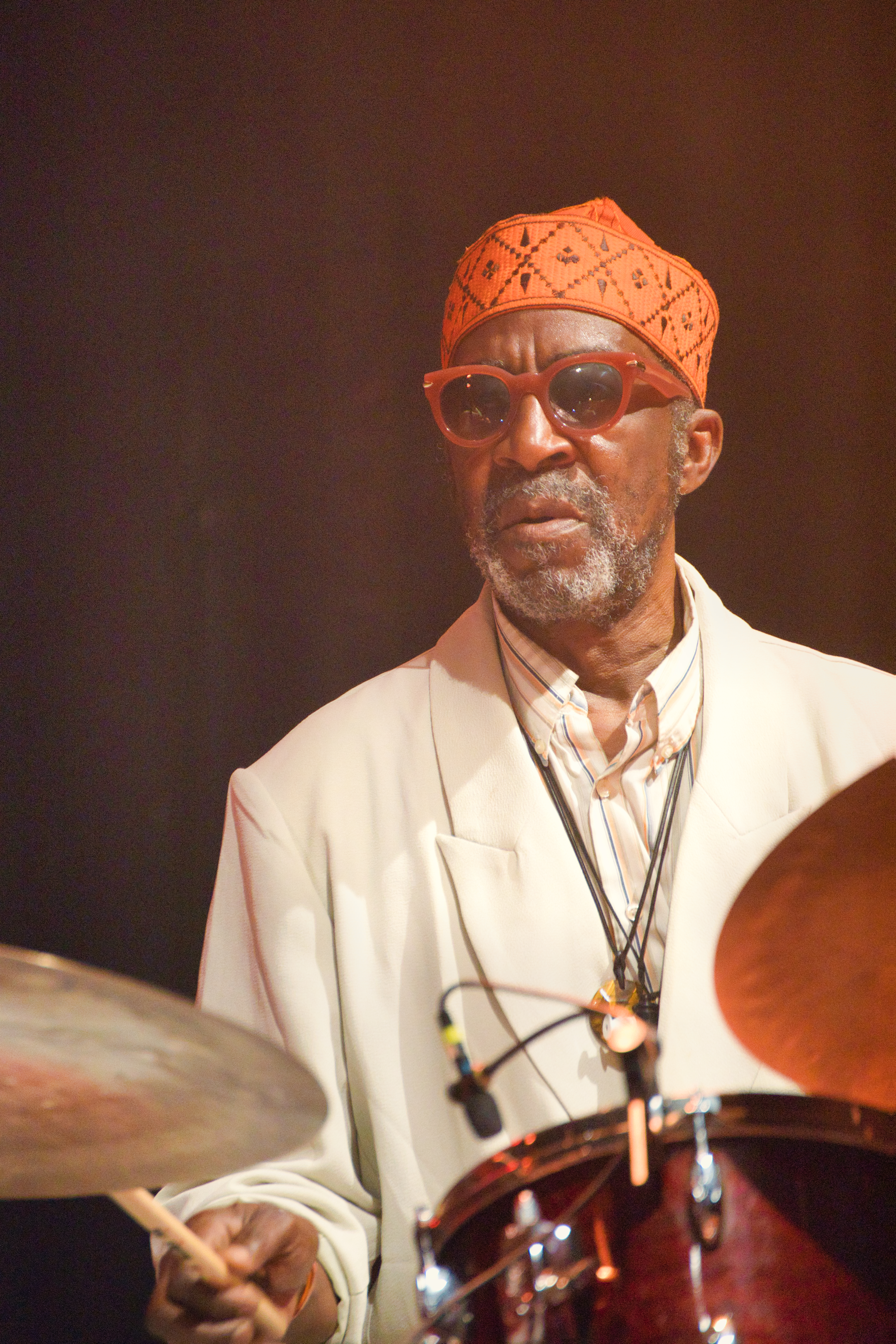
Victor Jones auf dem INNtöne Jazzfestival 2024

Victor F. Jones (* 25. September 1954 in Newark, New Jersey) ist ein US-amerikanischer Jazzmusiker (Schlagzeug, Trompete).

## Leben und Wirken
Jones wählte, beeinflusst von einer Fernsehsendung mit Louis Armstrong, in der fünften Schulklasse die Trompete als Instrument. Er hatte zehn Jahre lang Unterricht und trat zunächst auf der Trompete hervor (u. a. im Sinfonieorchester der Elmwood Elementary School in East Orange, Preise und Auszeichnungen). Vom zwölften Lebensjahr an, spielte er auch Schlagzeug (u. a. in Rockbands), das später zu seinem Hauptinstrument werden sollte. Studien am Berklee College of Music ergänzte er durch Privatunterricht bei Elvin Jones, Freddie Waits und Ed Blackwell. Ab 1973 war er in den USA und Europa mit Lou Donaldson, dann mit dem Sänger Johnny Mathis und anderen Musikern unterwegs. 1977 wurde er Mitglied der Band von Stan Getz, mit der er weltweit auf Konzertreise ging und an den Einspielungen von Alben wie Children of the World, White Heat und The Great Jazz Gala mitwirkte.
Im Anschluss tourte er u. a. mit George Adams/Don Pullen (1981), James Moody (1982), Freddie Hubbard, Ramsey Lewis, Gato Barbieri (1986), Stanley Clarke, Phyllis Hyman, Stanley Turrentine (1989), Masabumi Kikuchi, Mino Cinelu (1990), Gonzalo Rubalcaba/Charlie Haden (1991), Chaka Khan, Mal Waldron und Jimmy Scott (2001).
Jones leitete seit den 1980er Jahren eigene Gruppen. 1995 erschien sein erstes Album als Bandleader, Visible Sound Groove, dem bislang zwei weitere folgten. In seiner Gruppe R & B-Bop Band, mit der er Tourneen durch die USA und Japan unternahm, integrierte er Tanzmusik mit den improvisatorischen Ansprüchen der Kunstmusik.
Als Sideman wirkte er an mehr als 100 Alben mit. So war er an Aufnahmen von  Musikern wie Ed Schuller, Rhoda Scott, Michel Petrucciani (Music), Dizzy Gillespie (Endlessly), Woody Shaw (Setting Standards), Jimmy McGriff (City Lights), Valery Ponomarev, Richie Cole, Joe Farrell, Alex Foster, Ronnie Cuber, Stanley Turrentine und der Mingus Big Band beteiligt. Zu hören ist er auch auf Slide Hamptons Album Spirit of the Horn (2003). Er ist Mitglied bei Bobby Watsons Post Motown Bop.
Jones unterrichtet an der New School in New York und am Newark Community Center For the Arts.

## Diskographische Hinweise
- Visible Sound Groove mit Barry Finnerty, Alex Foster, Conrad Herwig, Joe Locke, Jay Rodriques, Gene Williams, 1995
- Cafe Trio: Live at Bradley’s in New York City mit David Kikoski und Essiet Okon Essiet, 1996
- Culturversy, 2003

## Lexigraphische Einträge
- Leonard Feather, Ira Gitler: The Biographical Encyclopedia of Jazz. Oxford University Press, New York 1999, ISBN 0-19-532000-X.
- Martin Kunzler: Jazz-Lexikon. Band 1: A–L (= rororo-Sachbuch. Bd. 16512). 2. Auflage. Rowohlt, Reinbek bei Hamburg 2004, ISBN 3-499-16512-0.